# 吉良修一
吉良 修一（きら しゅういち、1949年4月23日 - 2024年4月18日）は、大分県出身の元プロ野球選手。

## 来歴・人物
大分県立津久見高等学校では2年生の時、1966年の夏の甲子園に控え投手として出場するが、チームは1回戦で報徳学園に敗れる。吉良は予選では起用されたが、甲子園本大会での登板機会はなかった。しかし同年秋の大分剛健国体では決勝に進み先発で起用される。松山商の西本明和と投げ合い0-1で惜敗、準優勝にとどまる。1年上のチームメートに四番打者、三塁手の岩崎忠義、エースの三浦保雄がいる。
翌1967年の春の選抜にはエースとして出場。各試合とも1、2点差の接戦であったが、吉良の好投で勝ち上がる。決勝では延長12回の熱戦の末、弘田澄男のいた高知高を2-1で降し優勝を飾った。同年夏は県予選準決勝でエース河原明を擁する大分商に0-1で惜敗、甲子園出場はならなかった。1年下のチームメートに大田卓司左翼手がいる。
同年のドラフト会議で阪神タイガースから2位指名を受け入団。入団2年目の1969年に一軍初登板を果たし、同年のジュニアオールスターにも出場する。1972年8月5日には読売ジャイアンツを相手に初先発を果たすが、1回に打ち込まれ降板、敗戦投手となる。しかし同年10月15日の最終戦で先発、8回1失点の好投でヤクルトアトムズからプロ初勝利。1974年も1勝を挙げるが、その後は登板機会がなく1976年オフに退団した。
甲子園優勝投手で非常に期待されたが伸び悩み、一軍ではあまり活躍できなかった。武器はスライダー、カーブだが、速球がシュート回転する弱点があった。引退後は建設会社に勤務した。

## 詳細情報

### 年度別投手成績
| 年 度     | 球 団     | 登 板 | 先 発 | 完 投 | 完 封 | 無 四 球 | 勝 利 | 敗 戦 | セ 丨 ブ | ホ 丨 ル ド | 勝 率 | 打 者 | 投 球 回 | 被 安 打 | 被 本 塁 打 | 与 四 球 | 敬 遠 | 与 死 球 | 奪 三 振 | 暴 投 | ボ 丨 ク | 失 点 | 自 責 点 | 防 御 率 | W H I P |
| --------- | --------- | ----- | ----- | ----- | ----- | -------- | ----- | ----- | -------- | ----------- | ----- | ----- | -------- | -------- | ----------- | -------- | ----- | -------- | -------- | ----- | -------- | ----- | -------- | -------- | ------- |
| 1969      | 阪神      | 1     | 0     | 0     | 0     | 0        | 0     | 0     | --       | --          | ----  | 13    | 3.0      | 3        | 1           | 2        | 0     | 0        | 3        | 0     | 0        | 2     | 2        | 6.00     | 1.67    |
| 1970      | 阪神      | 6     | 0     | 0     | 0     | 0        | 0     | 0     | --       | --          | ----  | 32    | 7.2      | 8        | 0           | 0        | 0     | 1        | 8        | 0     | 0        | 6     | 6        | 6.75     | 1.04    |
| 1972      | 阪神      | 11    | 3     | 0     | 0     | 0        | 1     | 1     | --       | --          | .500  | 88    | 22.1     | 20       | 0           | 3        | 0     | 0        | 15       | 0     | 0        | 8     | 8        | 3.27     | 1.03    |
| 1973      | 阪神      | 10    | 0     | 0     | 0     | 0        | 0     | 0     | --       | --          | ----  | 64    | 13.2     | 18       | 0           | 5        | 0     | 0        | 7        | 0     | 0        | 6     | 5        | 3.21     | 1.68    |
| 1974      | 阪神      | 7     | 0     | 0     | 0     | 0        | 1     | 0     | 0        | --          | 1.000 | 56    | 14.2     | 9        | 1           | 4        | 0     | 0        | 11       | 0     | 0        | 4     | 4        | 2.40     | 0.89    |
| 通算：5年 | 通算：5年 | 35    | 3     | 0     | 0     | 0        | 2     | 1     | 0        | --          | .667  | 253   | 61.1     | 58       | 2           | 14       | 0     | 1        | 44       | 0     | 0        | 26    | 25       | 3.69     | 1.17    |

### 記録
- 初登板：1969年10月15日、対中日ドラゴンズ24回戦（中日球場）、6回裏から3番手で救援登板・完了、3回2失点
- 初先発登板：1972年8月5日、対読売ジャイアンツ15回戦（阪神甲子園球場）、1/3回3失点で敗戦投手
- 初勝利・初先発勝利：1972年10月15日、対ヤクルトアトムズ26回戦（東京スタジアム[4]）、8回1失点

### 背番号
- 39 （1968年 - 1969年）
- 47 （1970年 - 1976年）